# Klippristningarna i Dazu
Klippristningarna i Dazu (大足石刻; Dàzú shíkè) är en serie religiösa skulpturer i bergen runt Dazu i Chongqing i Kina. Klippristningarna uppfördes från 800-talet under slutet av Tangdynastin till 1200-talet under Songdynastin. Totalt innefattar Klippristningarna i Dazu mer än 50 000 skulpturer och mer än 100 000 inristade ord. Skulpturerna är ett exempel på den högsta nivån av kinesiska grott-tempel från Songdynastin, och är bland de bäst bevarade. Verken utmärker sig  kvantitativt men huvudsakligen med sin estetiska kvalitet. Motiven är mångsidiga och visar scener som skildrar teman med kopplingar till vajrayana (tantrisk buddhism),  daoism och konfucianism ibland kombinerade. Klippristningarna i Dazu är en historisk källa för religionsforskningen och har även varit källa för datering och identifieringar av historiska personer. Sedan 1999 är Klippristningarna i Dazu listat av Unesco som kulturellt världsarv.

## Galleri

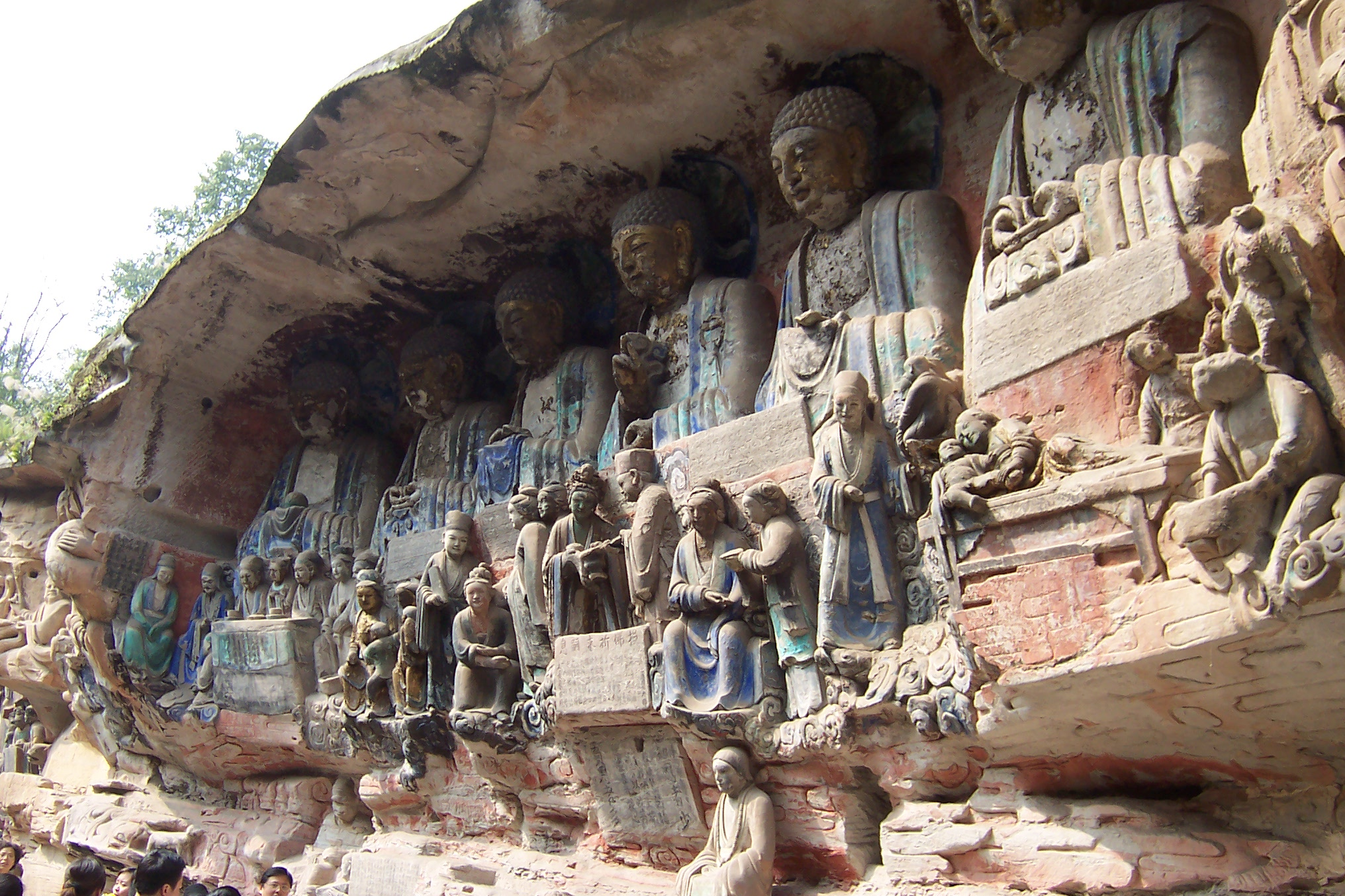
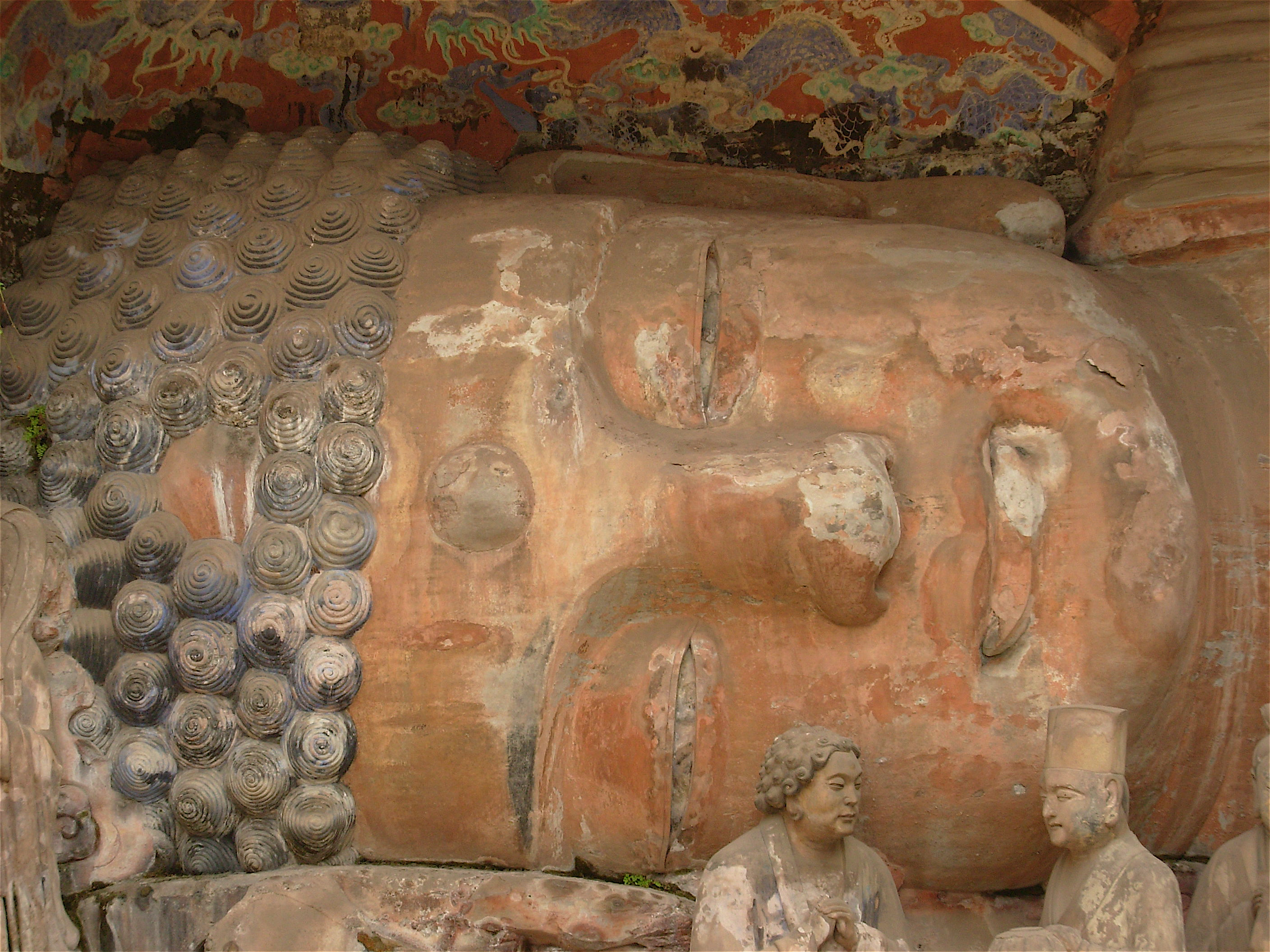
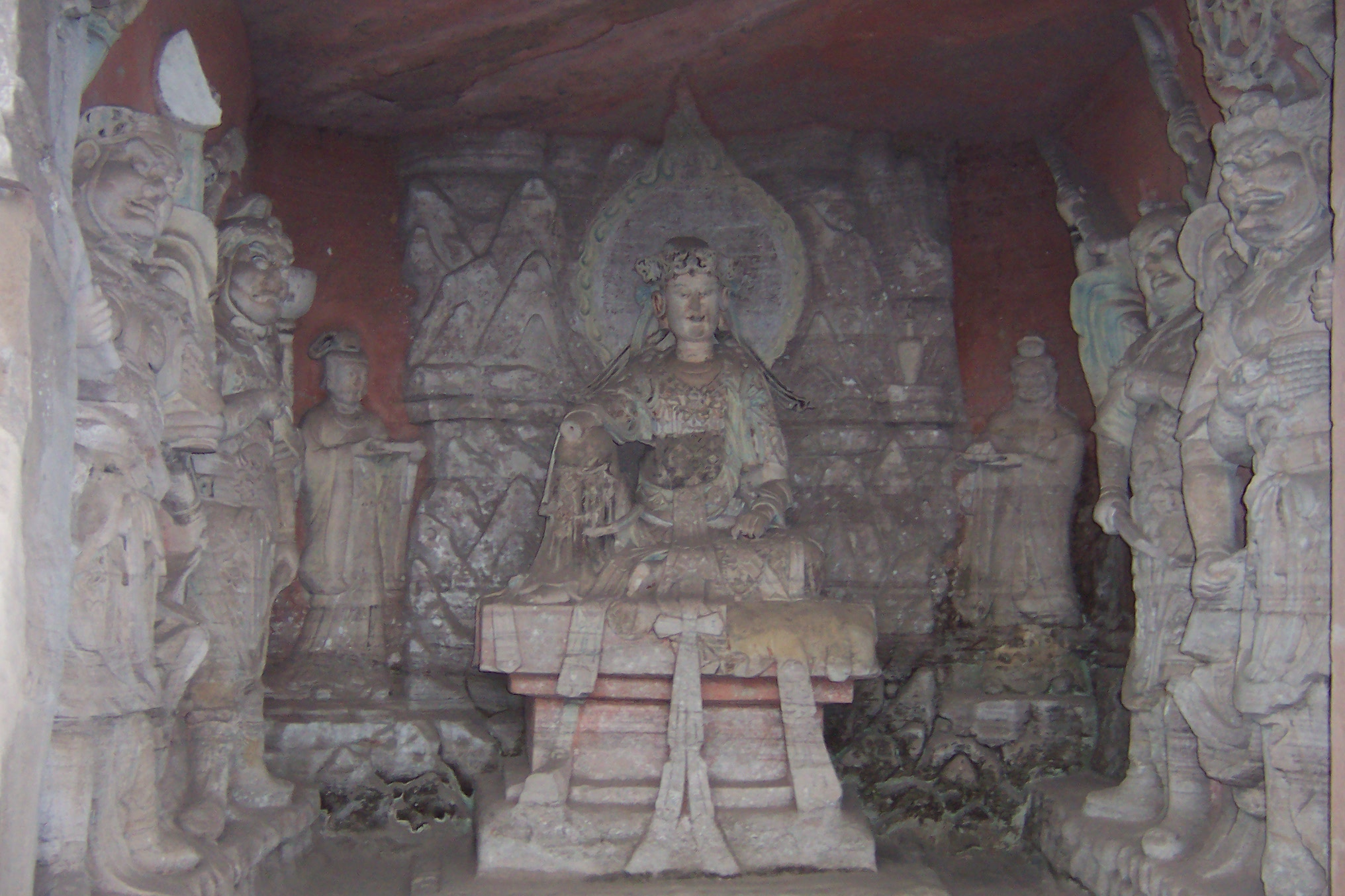
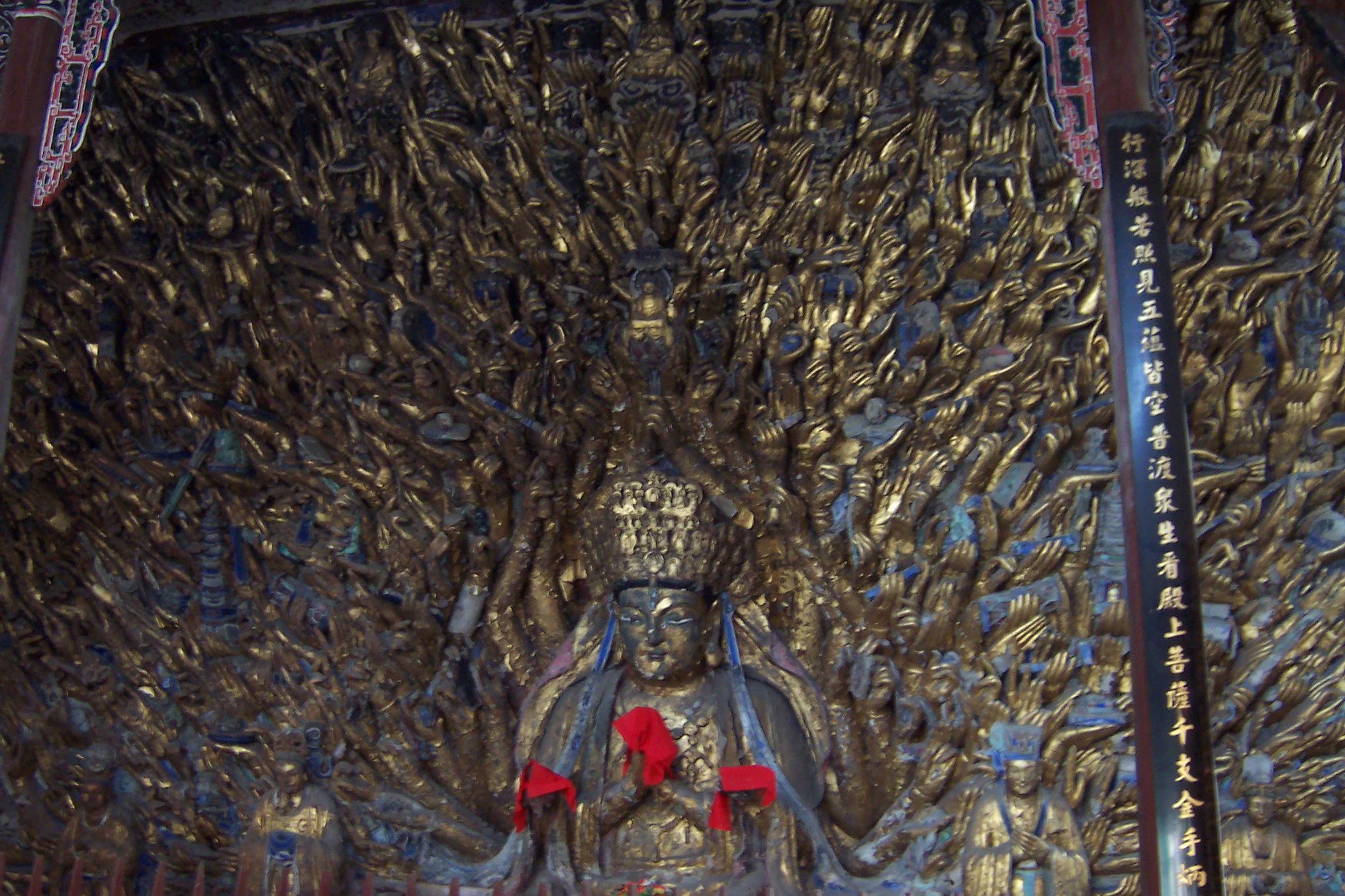

## Platser
Klippristningarna i Dazu är utspridda på 102 platser i Dazus närområde. De fem mest kända, och också de som är upptagna på Unescos världsarvslista, är Beishan, Baodingshan, Nanshan, Shizhuanshan och Shimenshan.

### Beishan
Klippristningarna vid Beishan  (北山) ligger precis norr om Dazu. Det största klustret vid Beishan är uppdelat på två grupper som är 7 till 10 m höga längs 300 m av bergsidan. Skulpturerna vid Beishan uppfördes från slutet på 800-talet till mitten på 1100-talet och det är totalt mer än 5 000 statyer.

### Baodingshan
Baodingshan (宝顶山) ligger knappt en mil nordost om Dazu. I en U-formad bergsklyfta i Baodingshan vid Heliga livstemplet (圣寿寺). Skulpturerna är i två kluster och är uppförda från slutet av 1100-talet till mitten på 1200-talet under ledning av den tibetanska munken Zhao Zhifeng. Det största klustret på västra sidan är fördelat längs 500 m och är uppdelat i 31 grupper av skulpturer. Skulpturerna avbildar tantrisk tibetansk buddhism, men även livet för bönder och vanliga människor. Vid Baodingshan finns nästan 10 000 statyer av Buddha. Den mest kända skulpturen är Tusen-händers Kwan-yin som är en 7,7 m hög skulptur som totalt har 830 händer.

### Nanshan
Precis söder om Dazu finns klippristningarna vid Nanshan (南山). Längs 86 m finns skulpturer från Songdynastin uppförda under mitten 1100-talet och skildrar huvudsakligen daoistiska motiv. Den största starn är 10,2 m hög och det finns totalt 421.

### Shizhuanshan
En dryg mil sydväst om Dazu finns Shizhuanshan (石篆山). Skulpturerna från sent 1000-tal under Songdynastin sträcker sig över 130 m och avbildar buddhistiska, daoistiska och konfucianistiska i kombinerade motiv. Det finns tio grottor i Shizhuanshan och den mest kända är nummer sex som har konfucianistiska motiv.

### Shimenshan
Nästan två mil sydost om Dazu ligger Shimenshan  (石门山). Vid Shimenshan är skulpturerna från slutet av 1000-talet till mitten av 1100-talet av Songdynastin. De är uppdelade längs 72 m och innehåller buddhistiska och daoistiska teman. Det finns 16 grottor vid Shimenshan, varav 12 innehåller statyer.